# Cammino delle Pievi
Il Cammino delle Pievi è un sentiero escursionistico di lunga percorrenza a tappe situato in Carnia (Friuli-Venezia Giulia, provincia di Udine) che collega tutte le principali Pievi della suddetta sub-regione geografica montana del Friuli, attraversando le valli e diverse cime montuose della regione; il percorso assume dunque particolare rilevanza storico-religiosa per il pellegrino oltre che prettamente escursionistica per l'escursionista, a piedi, a cavallo o in MTB.

## Descrizione

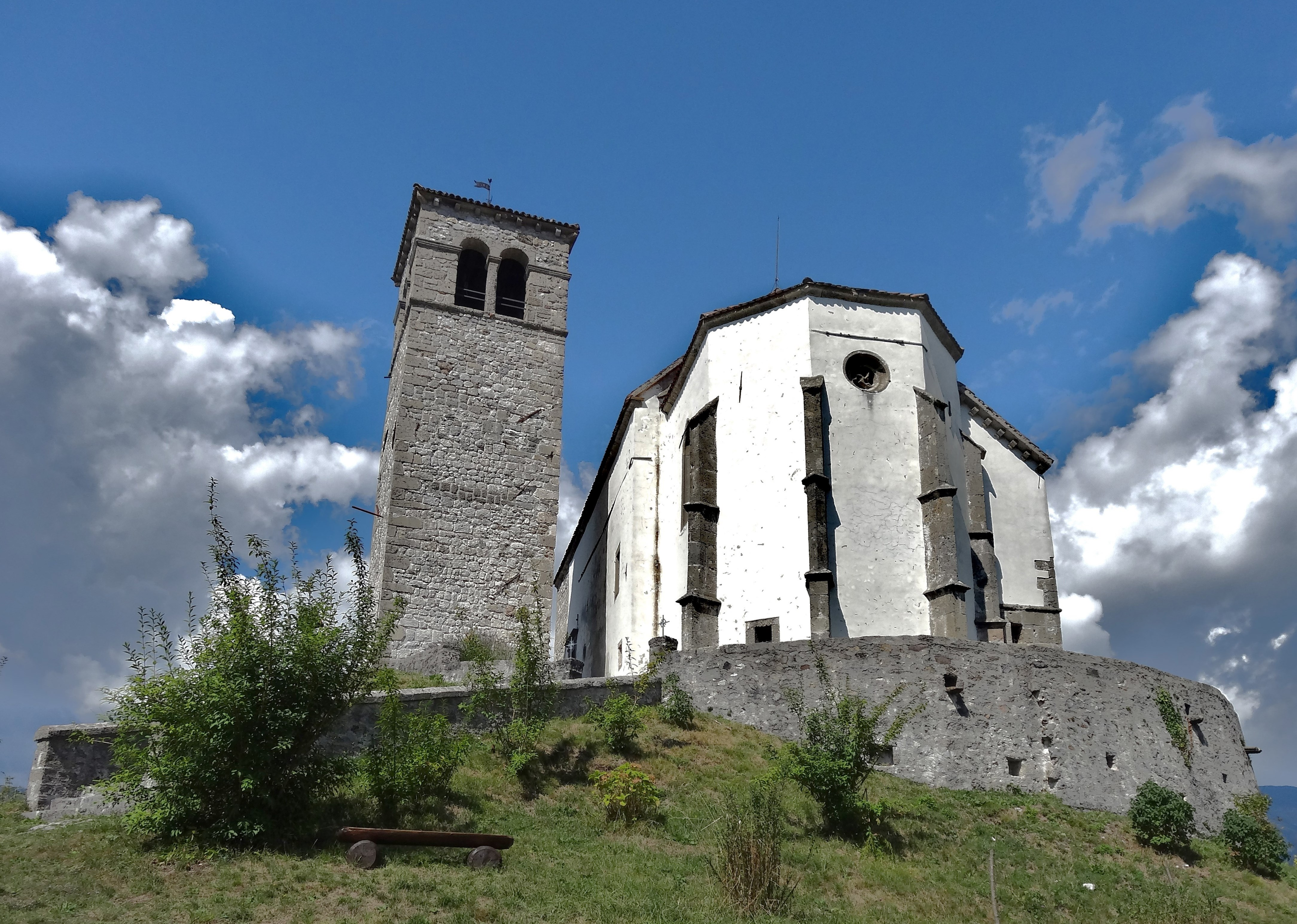
Pieve di San Floriano

Il percorso si articola in 20 tappe complessive, 10 delle quali toccano le suddette Pievi, le altre toccano punti naturalistici/paesaggistici degni di nota. Le pievi attraversate dal percorso sono:
- Pieve di San Floriano di Illegio
- Pieve di Santa Maria Oltrebut
- Pieve di Santo Stefano di Cesclans
- Pieve di San Martino
- Pieve di Santa Maria Maddalena
- Pieve dei Santi Ilario e Taziano
- Pieve di Santa Maria Annunziata
- Pieve di Santa Maria del Rosario
- Pieve di Gorto
- Pieve di San Pietro in Carnia

## Galleria d'immagini

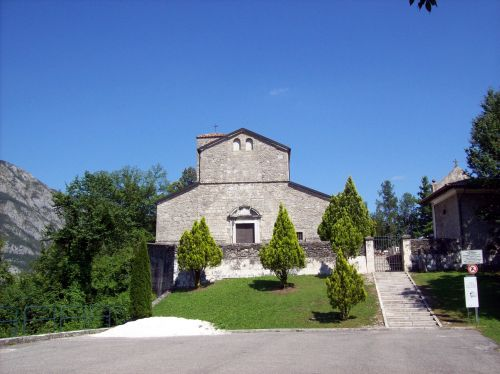
Pieve di Santa Maria Maddalena
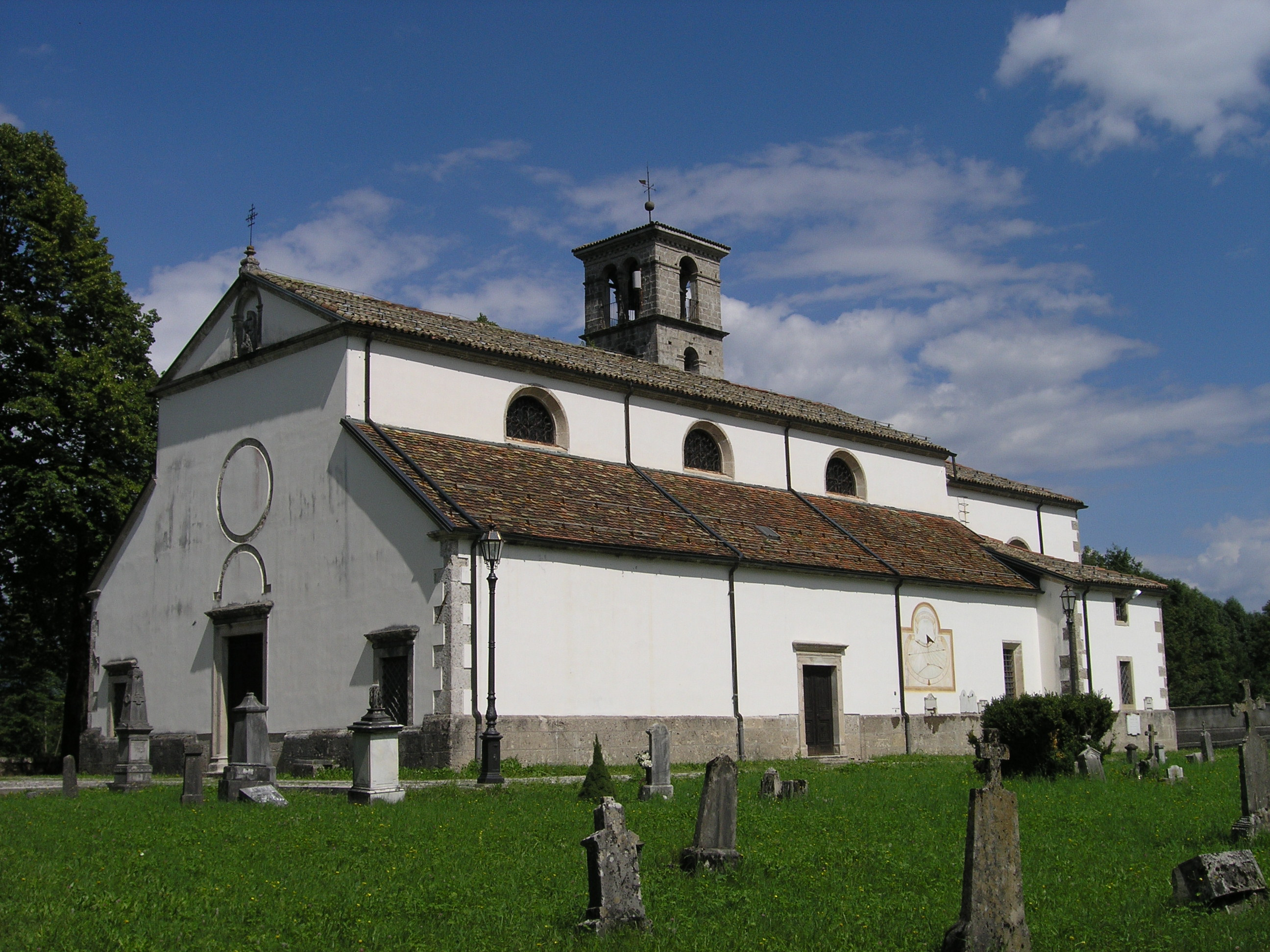
Pieve di Santa Maria Annunziata in Castoia
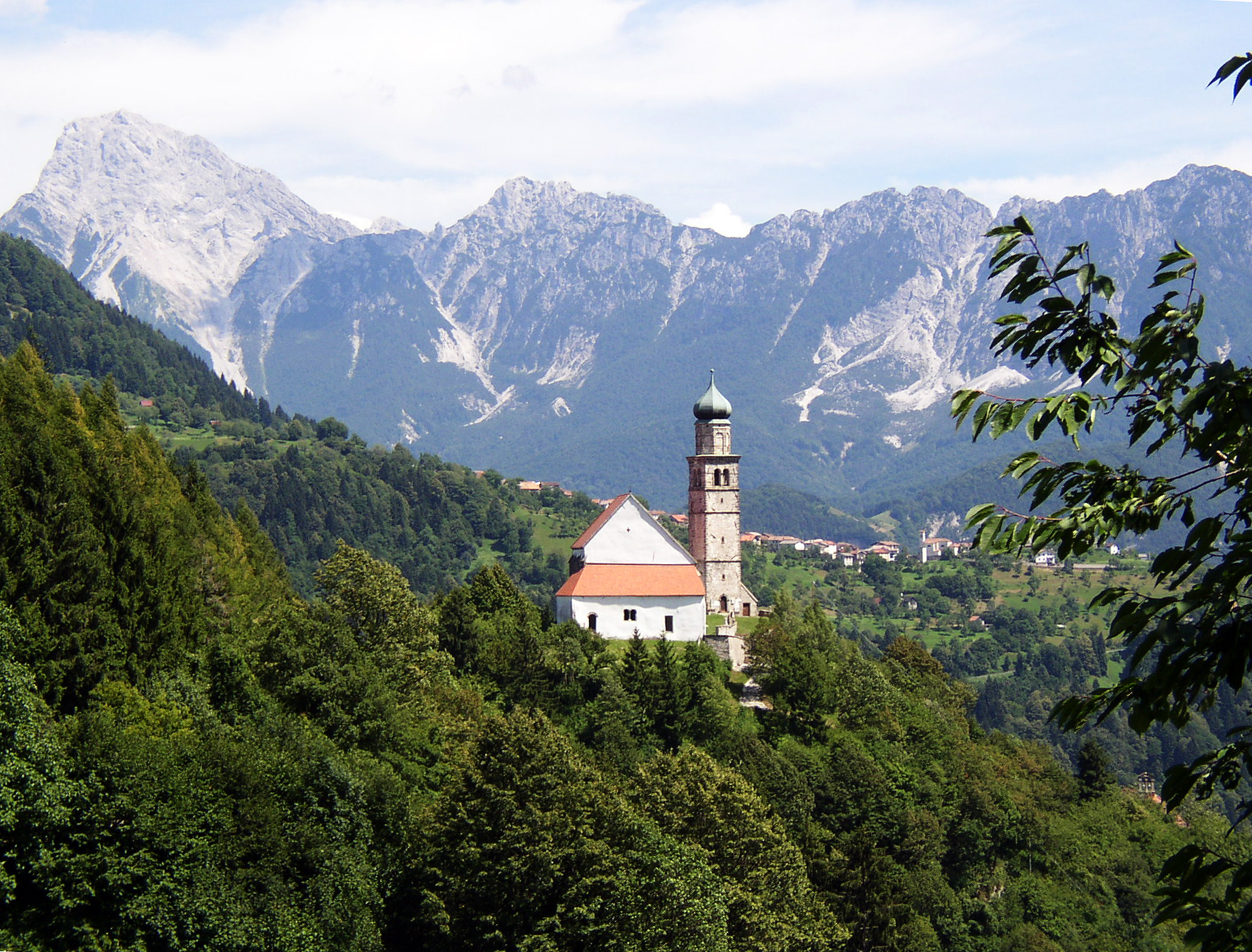
Pieve di San Pietro in Carnia
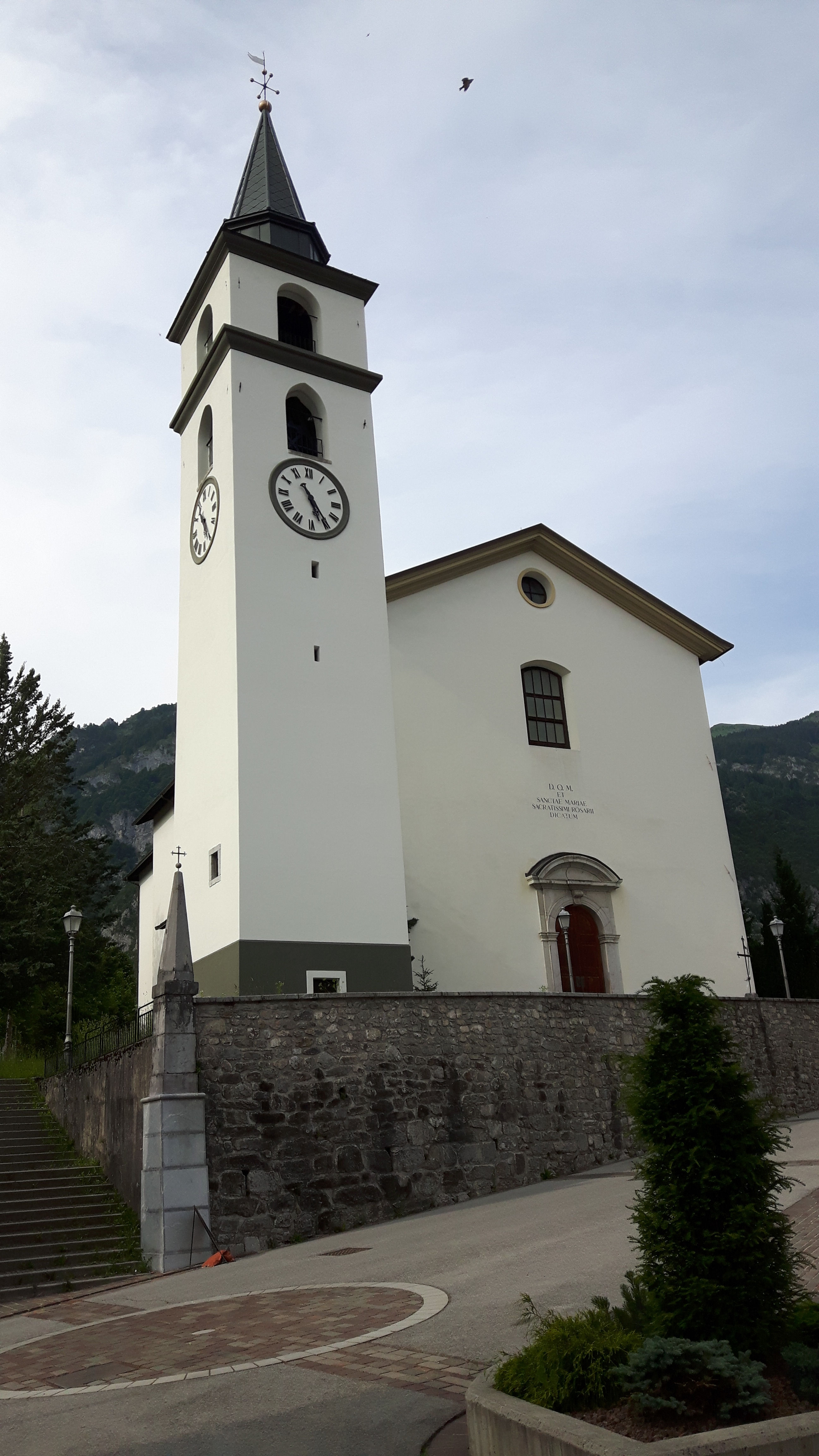
Chiesa di Santa Maria del Rosario (Forni di Sotto)
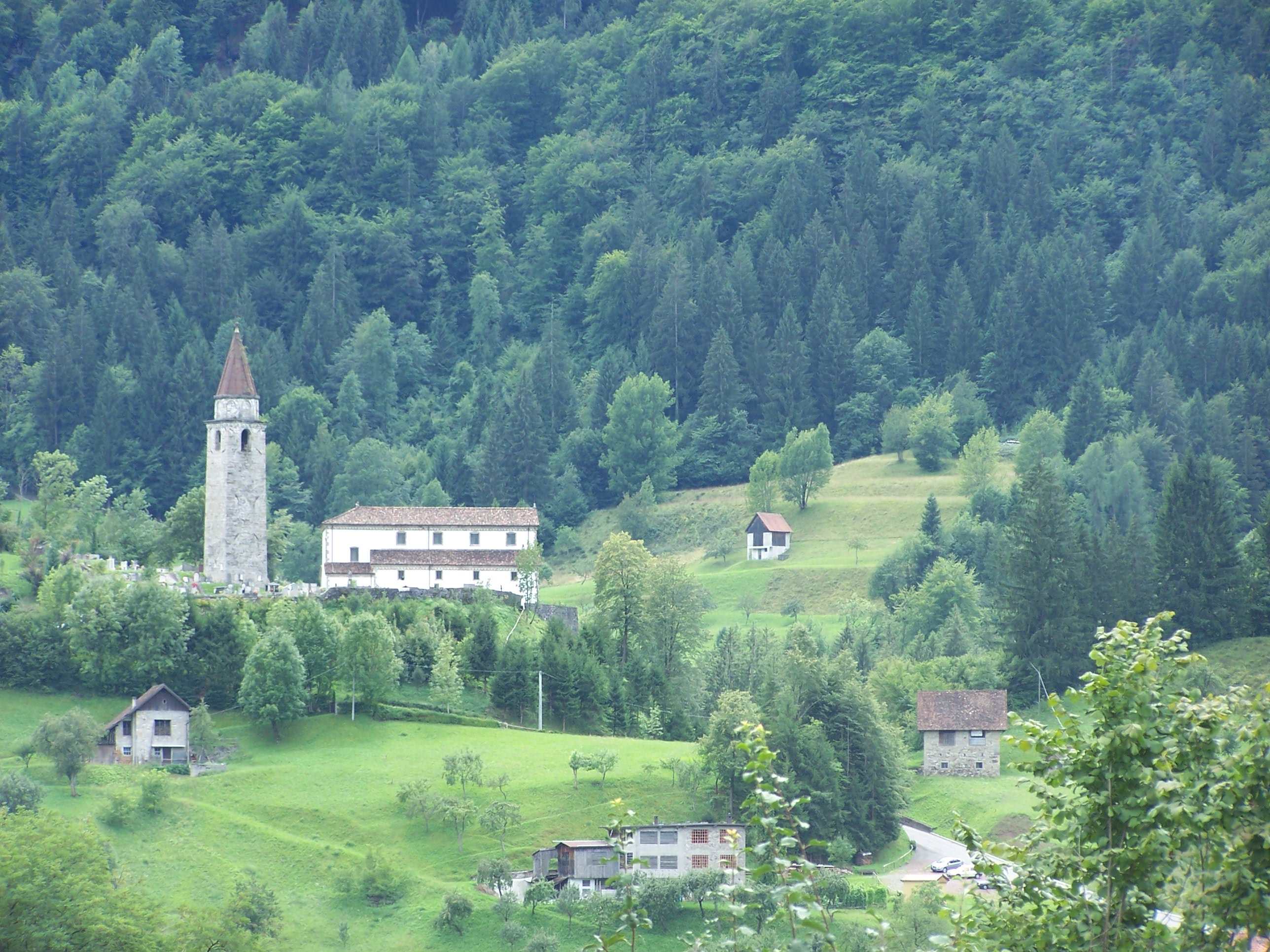
Pieve di Gorto
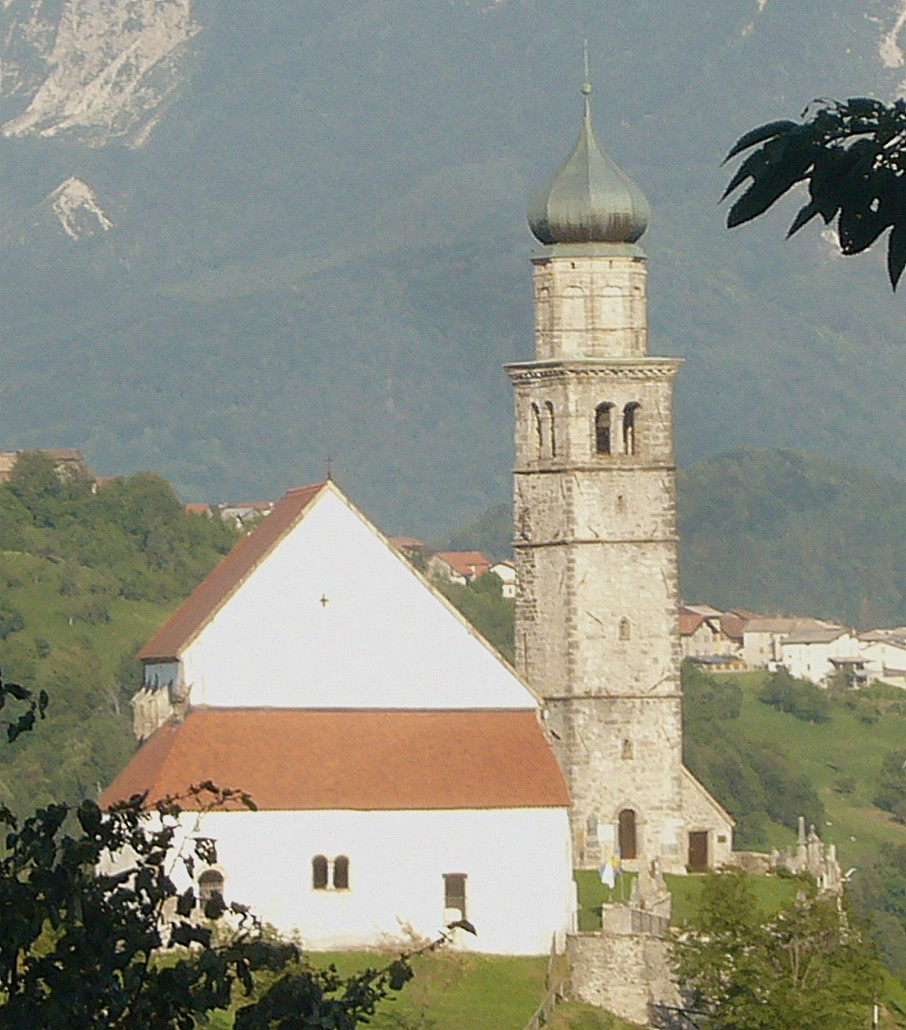
Pieve di San Pietro in Carnia